# Bieli-tó
Bieli-tó (németül: Bielersee, franciául: Lac de Bienne) egy közepes méretű tó Svájc nyugati részén. A tó a Jura régióban fekszik, 429 méter tengerszint feletti magasságban, a német és francia nyelvű területek határán.

## Földrajza
A tó 15 km hosszú és 4.1 km széles a legszélesebb részén. Legnagyobb mélysége 74 m, területe 39.3  km².
Vízgyűjtő területe közel: 8305  km².
Az Aare-folyót 1878-ban bevezették a tóba. Ennek az volt a célja, hogy áradáskor a többlet víz nagy részétől mentesítsék a környék településeit. A környék tavai vízszintjét duzzasztó gáttal irányítják, a Port nevű csatornán keresztül.
A tó mellett a legnagyobb település Biel és testvérvárosa: Nidau. A St.Peter-sziget kedvelt turista cél.
A környék fő gazdasági tevékenysége az óragyártás (Swatch-csoport, Rolex). A tó Neuchâtel kanton legmélyebb pontja.

## Galéria

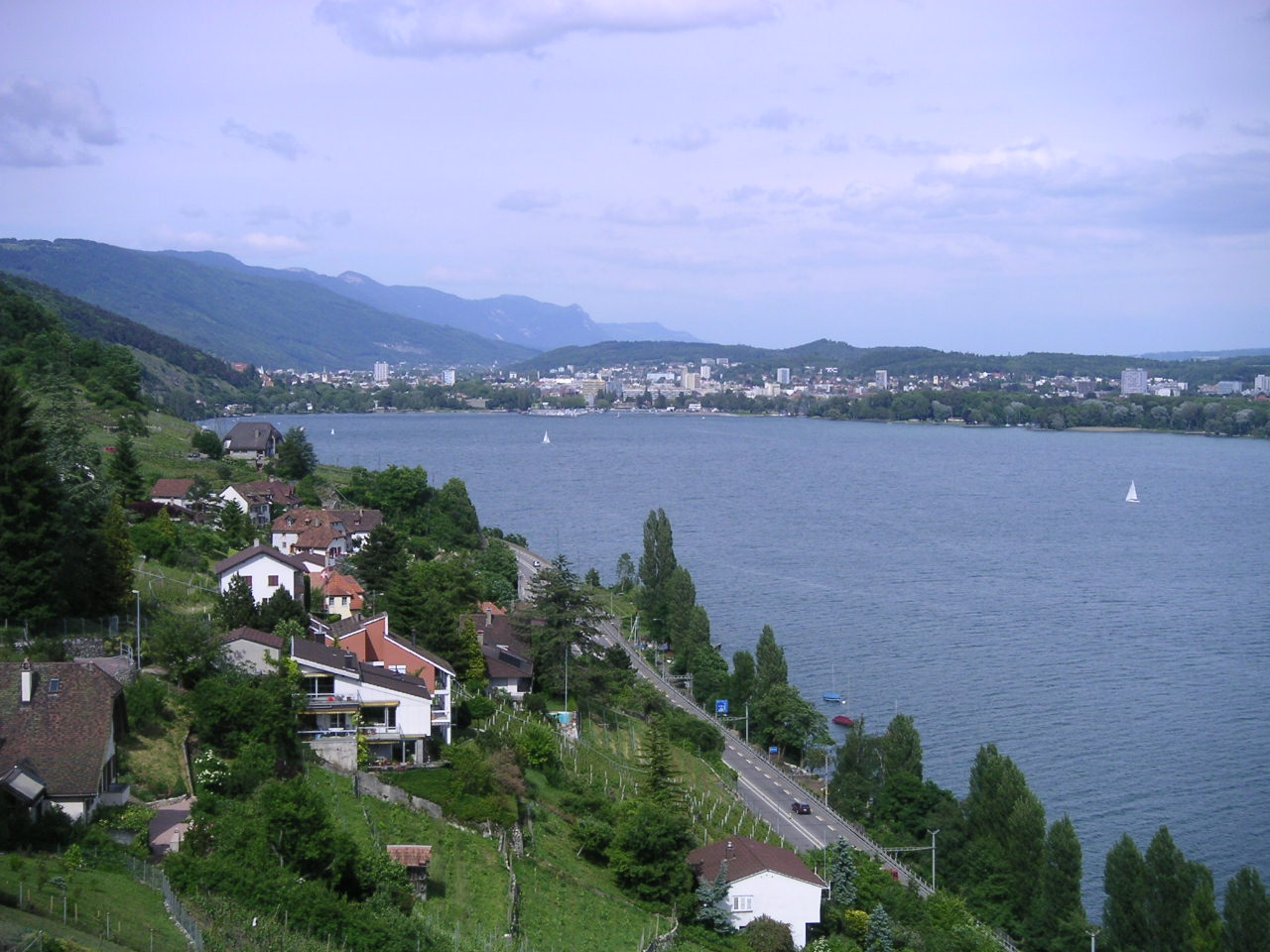
Bieli-tó Bienne városnál